# Problepsis ocellata
Problepsis ocellata är en fjärilsart som beskrevs av Imre Frivaldszky 1845. Problepsis ocellata ingår i släktet Problepsis och familjen mätare. Inga underarter finns listade i Catalogue of Life.

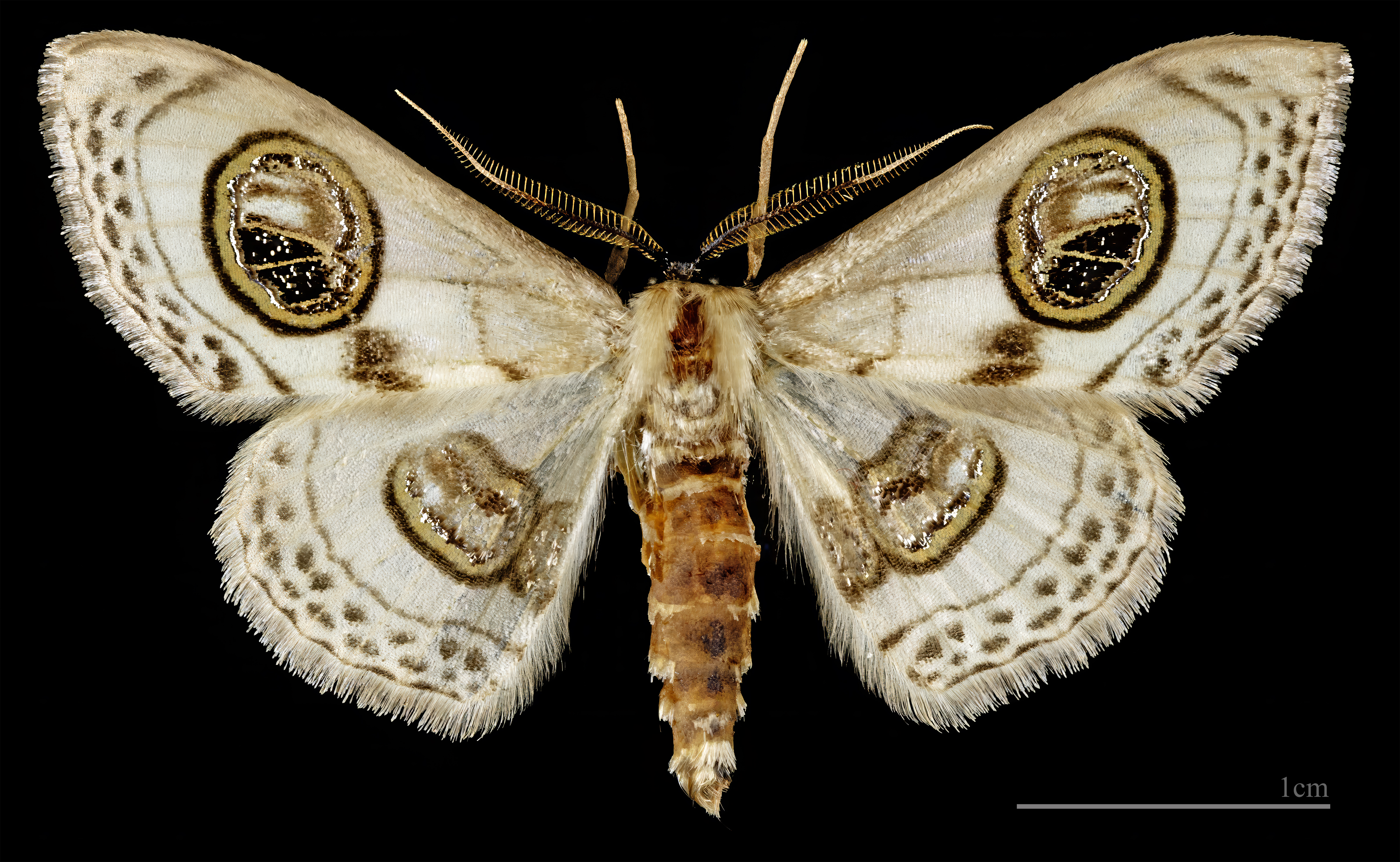
Problepsis ocellata ♂
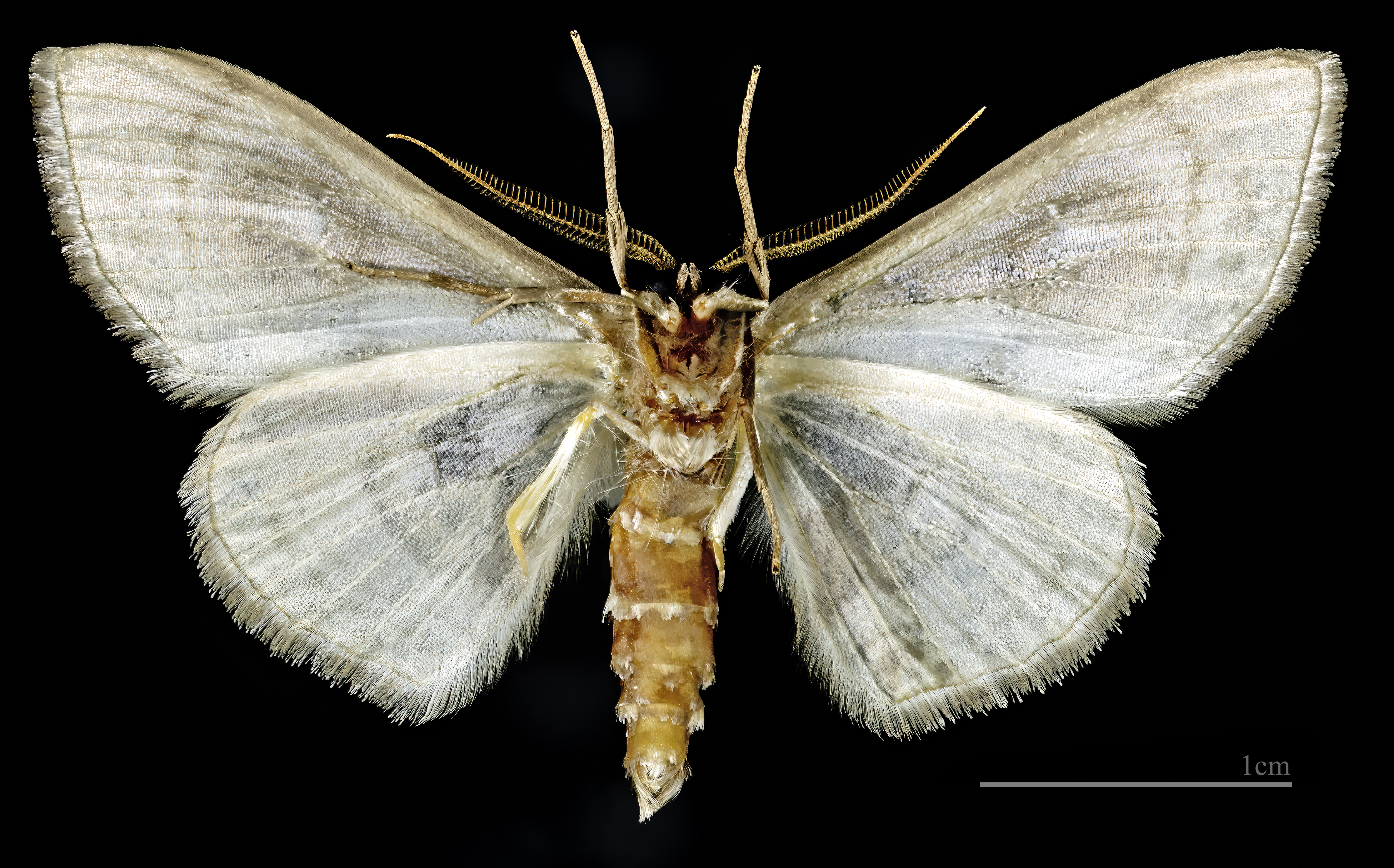
Problepsis ocellata ♂   △
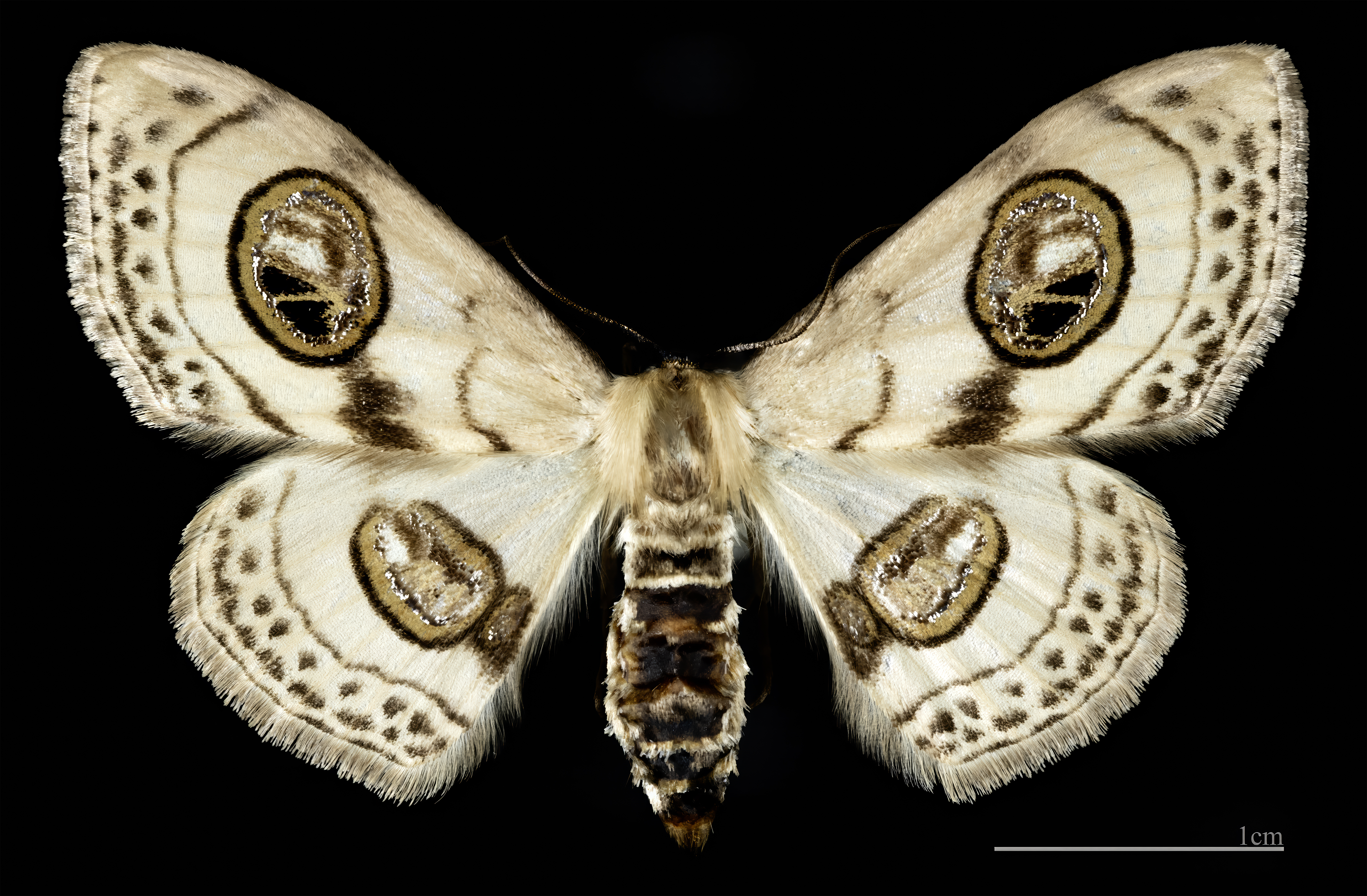
Problepsis ocellata ♀
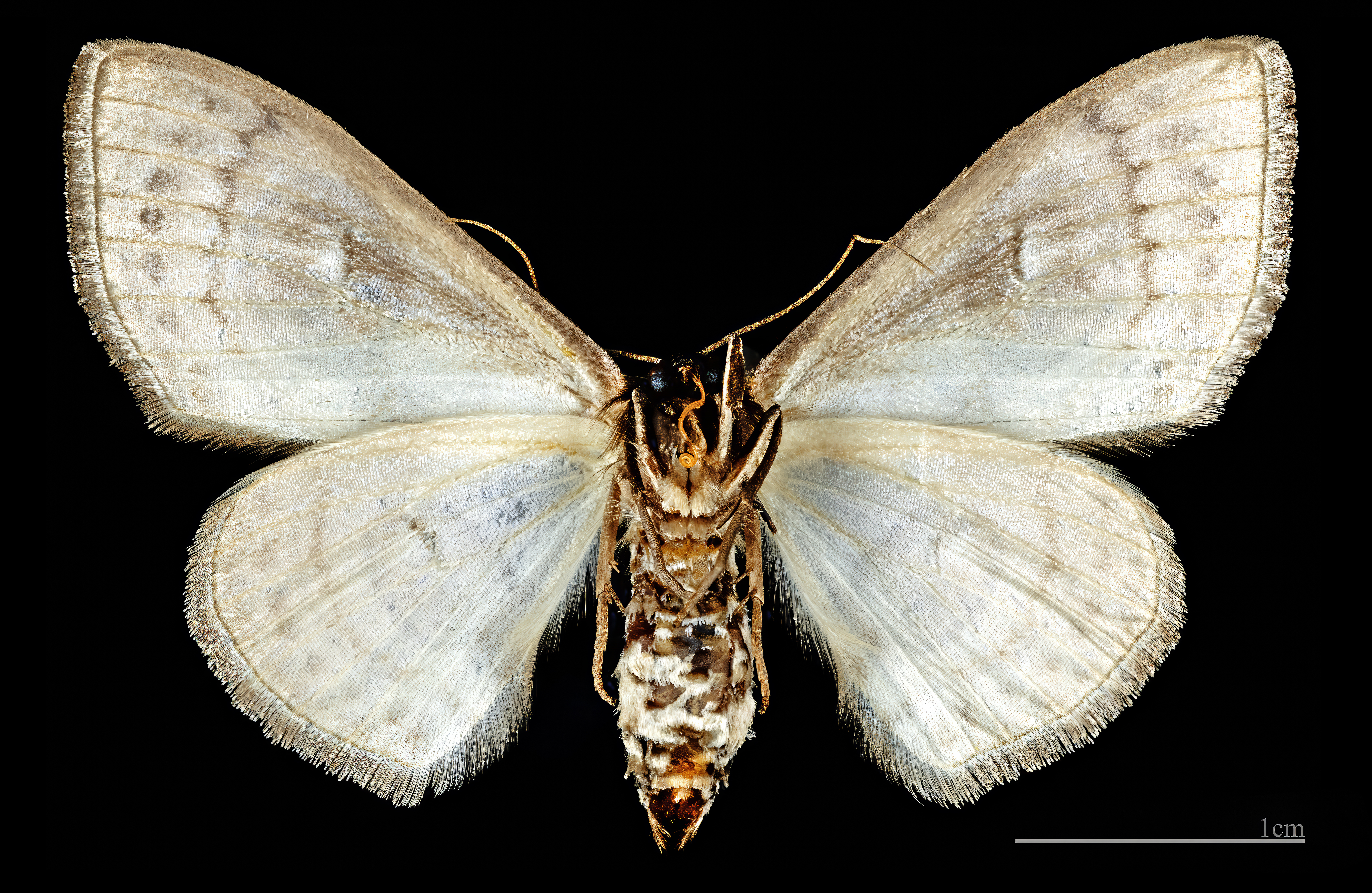
Problepsis ocellata ♀ △